# Fondation Jérôme Seydoux-Pathé
La fondation Jérôme-Seydoux–Pathé est une fondation reconnue d'utilité publique créée le 9 mai 2006. Elle œuvre à la conservation et à la mise à disposition du public du patrimoine historique de Pathé.
Regroupant l’ensemble des collections non-film de Pathé depuis sa création en 1896, la fondation Jérôme-Seydoux–Pathé est un centre de recherche destiné aux historiens, enseignants, étudiants, et à tous ceux qu’intéresse le cinéma. Elle promeut ainsi l’histoire du cinéma à travers l’histoire de Pathé. Sa présidente est Sophie Seydoux (d), épouse de Jérôme Seydoux.

## Siège
Le siège de la fondation, conçu par Renzo Piano, a ouvert ses portes le 10 septembre 2014 sur le site du théâtre des Gobelins, 73, avenue des Gobelins, exploité comme cinéma sous le nom Le Rodin en 1934 et Gaumont Gobelins-Rodin dans les années précédant sa transformation. 
Renzo Piano a conservé la façade sculptée par Rodin. Derrière celle-ci se dresse une coque de verre de cinq étages surplombant un espace vert. Le bâtiment, d’une superficie d’environ 2 200 m2, regroupe les bureaux de la Fondation, les archives, un centre de documentation et de recherche, une DVDthèque, un espace consacré aux expositions et une salle de projection,,,.
D'après le magazine Capital, l'acquisition de l'ancien théâtre des Gobelins, siège de la Fondation, aurait été financée par des fonds appartenant à la famille Seydoux provenant de trusts non déclarés logés au Canada.

## Collections de la Fondation Jérôme-Seydoux–Pathé
Les collections de la Fondation remontent à 1896, date à laquelle Émile et Charles Pathé créent la société Pathé. Le fonds d’archives de la Fondation, régulièrement enrichi par de nouvelles acquisitions, regroupe plusieurs collections. Elles comprennent un important ensemble de matériels iconographiques et publicitaires relatifs aux films produits et distribués par Pathé (à ce jour[Quand ?], le catalogue Pathé se compose de plus de 10 000 films dont 9 000 films muets), des documents imprimés, des appareils et des accessoires cinématographiques, des objets, une bibliothèque d’ouvrages et de périodiques, ainsi que les archives administratives et juridiques de Pathé depuis sa création, qui vont de l’acte de fondation de la société en passant par les livres de comptes, les conseils d’administration, les correspondances de Charles Pathé. 

## Activités

### Salle Charles-Pathé
La salle de projection Charles-Pathé, d'une capacité de 68 places en gradins, est dédiée principalement au cinéma muet. Elle présente en grande majorité des films produits par Pathé en France et à l'étranger. Des séances de carte blanche, confiées à des institutions, et des séances spéciales permettent également de s'ouvrir à d'autres filmographies. Pour faire revivre aux spectateurs l'atmosphère des séances de l'époque du cinéma muet, tous les films sont accompagnés par un pianiste, en partenariat avec la classe d'improvisation au piano de Jean-François Zygel du Conservatoire national supérieur de musique et de danse de Paris. La cabine de projection de la salle Charles Pathé permet la projection de tous les formats : 16 mm, 35 mm et numérique 4K.

### Galerie des appareils cinématographiques (ancienne exposition permanente)
Cent cinquante appareils cinématographiques conçus entre 1896 et le début des années 1980 ont été exposés dans la galerie située au premier étage. Cette galerie des caméras et projecteurs Pathé racontait près d'un siècle d'évolutions techniques. Des films, présentés sur tablettes numériques, racontaient l'histoire de quelques appareils et les remettaient en situation de fonctionnement.  

### Galerie des collections (expositions temporaires)
Situés sur deux  niveaux, ces espaces accueillent des expositions temporaires. Affiches, photographies de tournage, correspondances et programmes issus des collections de la Fondation accompagnent les différents cycles de films programmés dans la salle Charles Pathé. 

### Espace chercheur
Sous une coque en verre, au dernier étage de la Fondation, le centre de recherche et de documentation offre aux chercheurs, aux étudiants et à l'ensemble des publics intéressés par le cinéma, la possibilité de consulter sur rendez-vous l'intégralité des fonds Pathé. Des postes de visionnage sont à disposition et une bibliothèque d'ouvrages est librement consultable.

### Restauration de films
La Fondation accompagne la restauration de films du catalogue Pathé, comme Le Guépard (Luchino Visconti, 1963), Tess (Roman Polanski, 1979) ou Les Misérables (Raymond Bernard, 1934).
Elle a coédité plusieurs ouvrages et DVD : en 2009, La dolce vita, l'album en parallèle de l’exposition consacrée à cette œuvre dans l’espace du musée du Jeu de Paume, en 2010 le coffret PATHÉ 1990-2010 qui regroupe un livre et un DVD célébrant les vingt dernières années de Pathé. En 2011, la Fondation participe à la sortie de deux coffrets DVD des films restaurés d’un pionnier du cinéma, Albert Capellani. 
La Fondation contribue à la restauration des Enfants du Paradis (Marcel Carné et Jacques Prévert, 1945). La Fondation coédite avec la Cinémathèque française et les Éditions Xavier Barral un livre consacré au film, ouvrage récompensé par le prix CatalPa 2012.